# Hohensaaten-Friedrichsthaler Wasserstraße

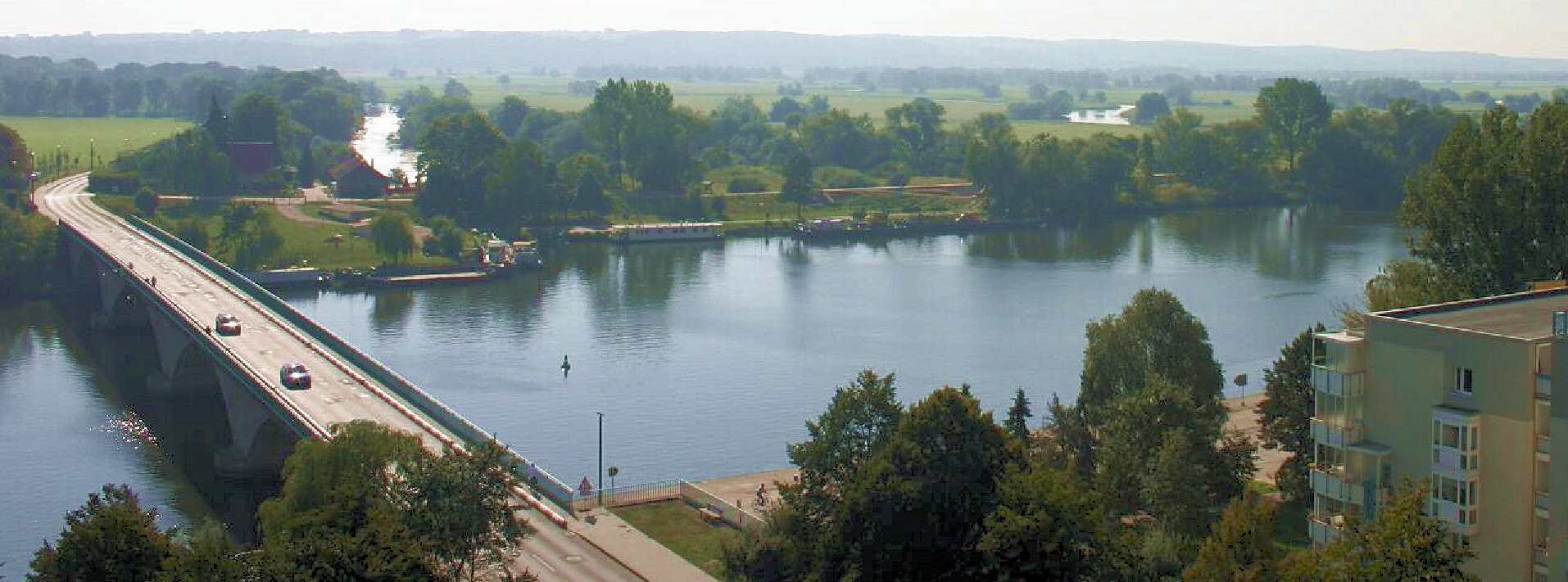
Brücke über den Kanal in Schwedt/Oder

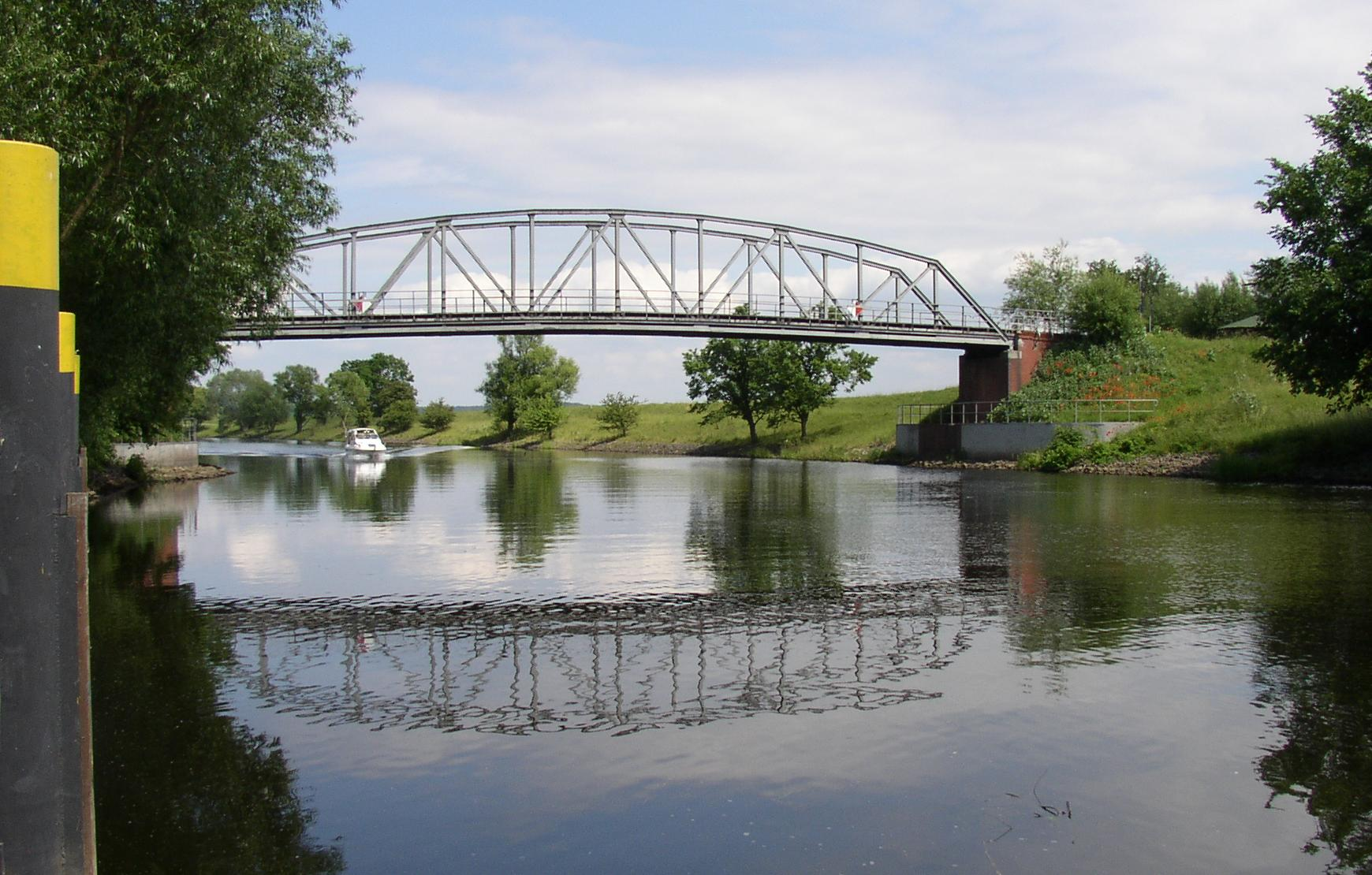
Ehemalige Brücke in Lunow-Stolzenhagen

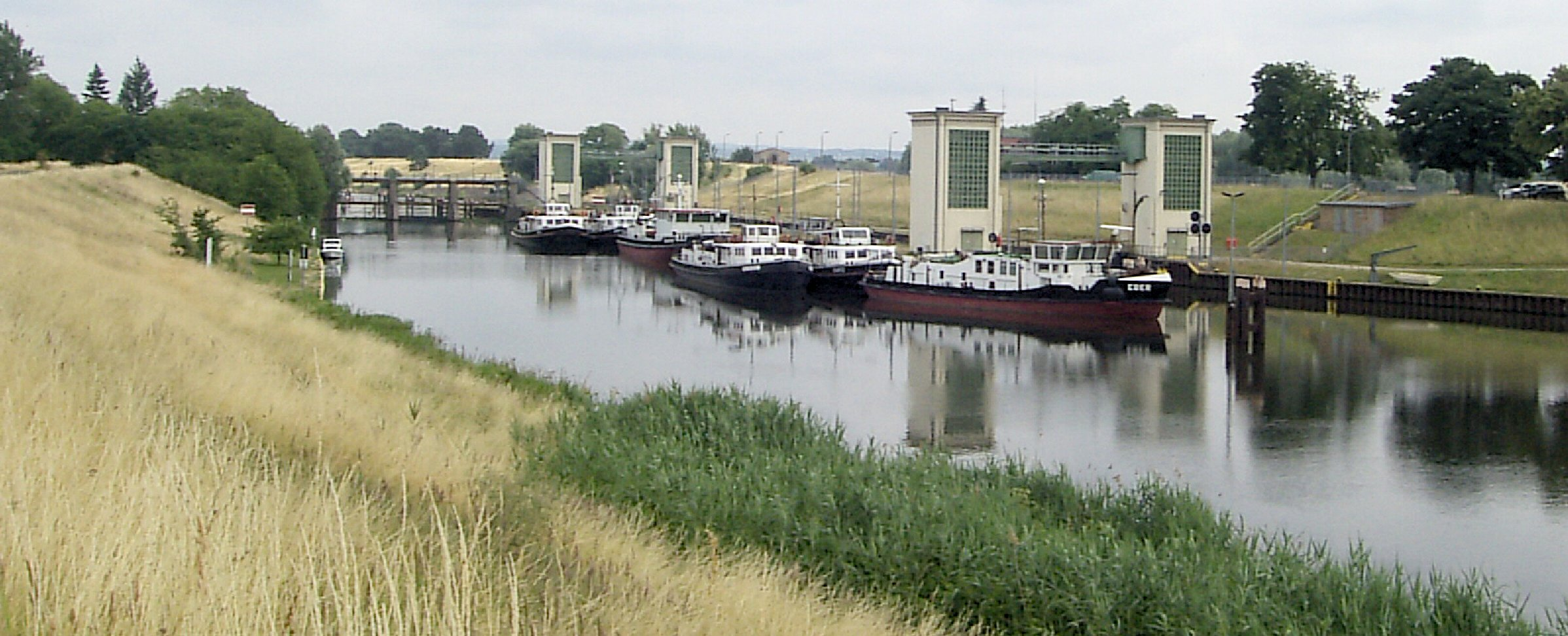
Westschleuse Hohensaaten, Blick nach Norden

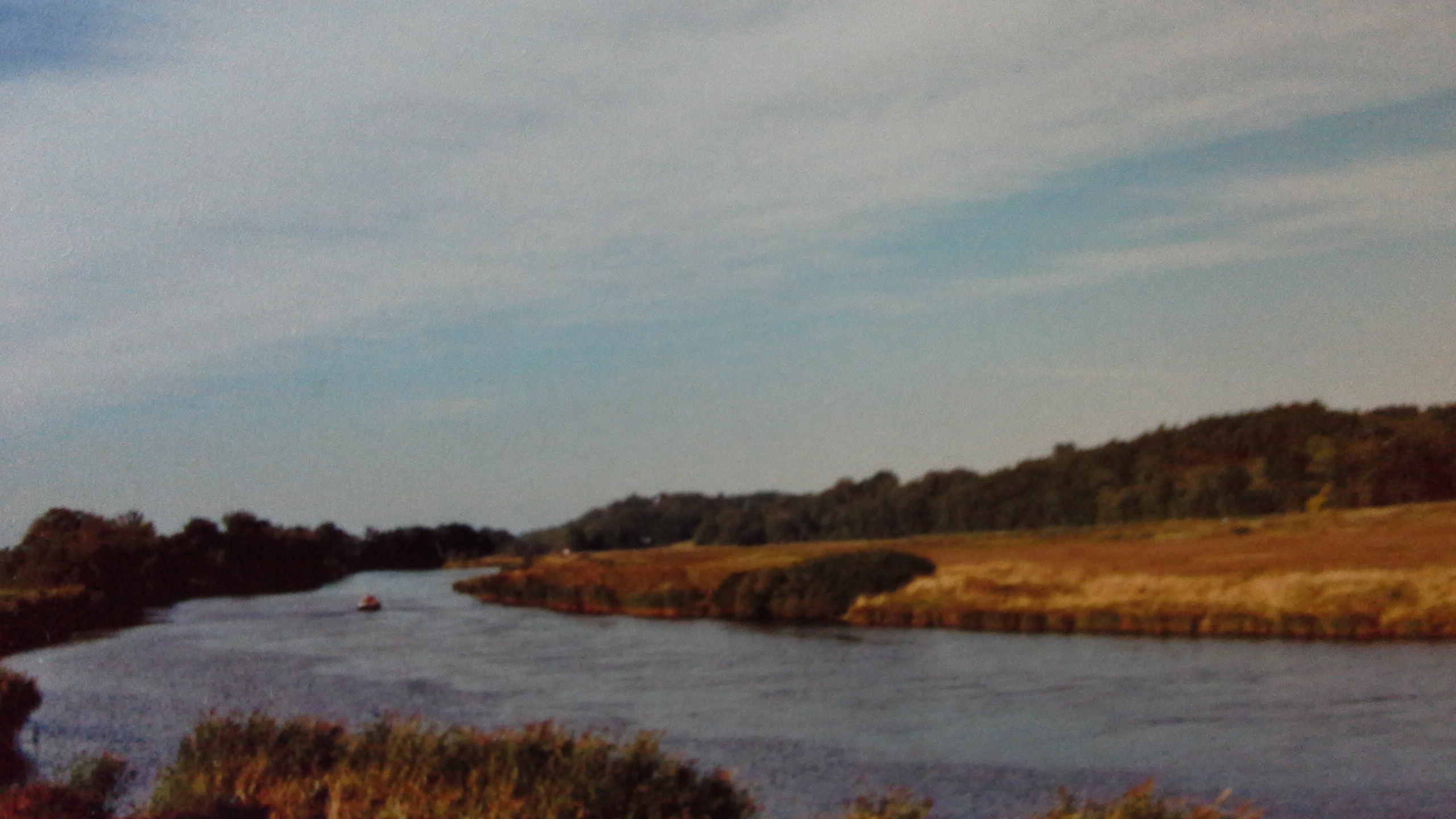
Die Wasserstraße zwischen Stützkow und Criewen.

Die Hohensaaten-Friedrichsthaler Wasserstraße (HFW und HoFriWa) ist eine Teilstrecke der Bundeswasserstraße Havel-Oder-Wasserstraße (HOW). Der Schifffahrtskanal verläuft am westlichen Rand des bis zu drei Kilometer breiten unteren Odertals parallel zur Oder vom Endpunkt der Oderhaltung der HOW bei Hohensaaten bis zur Einmündung in die Westoder bei Friedrichsthal und hat eine Länge von 42 Kilometern. Sie gehört zur Wasserstraßenklasse IV mit Einschränkungen. Zuständig für die Verwaltung ist das Wasserstraßen- und Schifffahrtsamt Oder-Havel.
Der Vorläufer des Kanals war der Hohensaatener Kanal (auch Hohensaatener Vorflutkanal), der zwischen 1848 und 1859 zur Verbesserung der Entwässerung des Oderbruchs unter Nutzung von Nebenarmen der Oder gebaut wurde. Der 17 Kilometer lange Kanal mit einer Sohlbreite von 30 Metern verband die Alte Oder bei Hohensaaten mit dem Hauptstrom bei Stützkow. Der Bau des Kanals und eines Deiches zwischen Oder und Kanal brachte für die Entwässerung des Oderbruchs einen Gefällegewinn von 1,7 Metern. Träger des Kanalbaus war die Deichbaugesellschaft zur Melioration des Niederbruchs, die 42 Prozent der Baukosten aufbrachte; den Rest finanzierte der preußische Staat. Mit dem Bau des Großschifffahrtsweges Berlin – Stettin wurde der Hohensaatener Kanal Teil der neuen Wasserstraße; in der Gegenwart ist er der südliche Abschnitt der Hohensaaten-Friedrichsthaler Wasserstraße. Der nördliche Teil entstand aus Oderarmen, die durch zwei Durchstiche verbunden wurden.
Bei Friedrichsthal (Stadtteil von Gartz) mündet die Wasserstraße in die Westoder, die durch Stettin zum Stettiner Haff fließt. Die Westoder zweigt knapp oberhalb von Friedrichsthal am Wehr Marienhof bei Oder-km 704,16 von der „Stromoder“ (auch „Ostoder“ oder „Oder“) ab. Auch in der Gegenwart dient der Kanal der Entwässerung des Oderbruchs und des unteren Odertals. Für die Schifffahrt bietet er mit einem relativ konstanten Wasserstand bessere Bedingungen als die Oder, die in heißen Sommern oft Niedrigwasser führt. Die Hohensaaten-Friedrichsthaler Wasserstraße wurde nach einer durch den Ersten Weltkrieg bedingten langen Bauzeit von 20 Jahren 1926 fertiggestellt.
Die Wasserstraße liegt fast in ihrer gesamten Länge etwas tiefer als die Oder, am südlichen Endpunkt bei Hohensaaten 0,38 Meter über NN gegenüber einem mittleren Oderwasserstand bei Hohensaaten von 3,24 Meter über NN. Somit müssen Schiffe, die hier aus der Oder in den Kanal einfahren, fast drei Meter „absteigen“, und zwar in zwei Schritten: zwei Meter in der Ostschleuse von der Oder zur Oderhaltung der HOW (1,2 Meter über NN) und fast einen Meter in der Westschleuse. Am nördlichen Endpunkt ist der Kanal direkt und somit ohne Schleuse mit der heutigen Westoder verbunden.
Um den schnelleren Schiffsverkehr zwischen den in der Mitte des Kanals gelegenen Ortschaften und der „Stromoder“ zu ermöglichen, wurde 1925 zwischen Schwedt/Oder und Nipperwiese ein Verbindungskanal, die Schwedter Querfahrt, mit einer Schleuse angelegt.
Die Hohensaaten-Friedrichsthaler Wasserstraße ist nach Osten, zur Oder hin, vollständig, nach Westen zu großen Teilen eingedeicht. Zwischen Kanal und Oder befinden sich Polder, eine in Mitteleuropa einzigartige Landschaft nach niederländischem Vorbild, die im Spätherbst und Winter geflutet werden. 90 Prozent dieses Gebietes gehören zum Nationalpark Unteres Odertal.
Der Hafen Schwedt ist der wichtigste am Kanal. Neben Baustoffen werden hier Industriegüter umgeschlagen. Schwedt ist Standort zweier Papierfabriken und einer Erdölraffinerie.
Einziger größerer Zufluss des Kanals ist die nordöstlich von Schwedt einmündende Welse.